# Frygien

Frygiens läge i Mindre Asien

Frygien (grekiska: Φρυγία; latin: Phrygia) var ett antikt landskap i Mindre Asien. Det omfattade ursprungligen dels det inre av halvöns västra del, Stor-Frygien, mellan Lydien i väster och floden Halys i öster, dels det sedermera till Mysien räknade kustlandskapet i nordväst, Lill-Frygien, vid Propontis. Invånarna, som gav området dess namn, kallades fryger.

## Historia
Frygerna (tidigt benämnda "bryger"), var ett indoeuropeiskt folk som möjligen invandrade till västra Anatolien från Makedonien vid slutet av bronsåldern. Under 700-talet f.Kr. bildade Frygien ett eget kungarike, vars kungar omväxlande hette Gordios och Midas. Frygien var ett mäktigt rike under en hundraårig period, med huvudstad i Gordion. Det gränsade i öster till Assyrien, och de assyriska kungarna stod på god fot med Frygien, vilket kallades för Mushki. Frygien försvagades när kimmererna invaderade Anatolien omkring 700 f.Kr. Utgrävningar av Gordion visar att staden förstördes 675 f.Kr. Enligt legenden begick den frygiske kungen Midas då självmord genom att dricka tjurblod. 
Mindre frygiska riken bestod under den kimmeriska närvaron i Anatolien under 600-talet f.Kr. Under 500-talet f.Kr. erövrades Frygien först av Kroisos, kungen i Lydien, därefter av den persiska kungen Cyrus. Genom den sistnämndes erövring kom det att utgöra en del först av det persiska och sedermera, efter dess fall, av Alexander den stores rike. 
Efter Alexanders död (323 f.Kr.) blev det ett stridsäpple mellan hans efterträdare, och de från Europa invandrande gallerna satte sig (omkr 275 f.Kr.) i besittning av dess nordöstra del, som efter dem fick namnet Galatien. Återstoden räknades till Seleukiderriket, men inkräktades delvis av kungarna i Bitynien och Pergamon samt lades efter segern över Antiochos III i Syrien (190 f.Kr.) helt och hållet till det pergamenska riket. Tillika med detta kom det efter Attalos III:s död (133 f.Kr.) i romarnas händer och införlivades med provinsen Asia.

## Geografi
Frygien utgörs till större delen av en högslätt med delvis djupt inskurna floddalar. Landet genomströmmas av de betydande floderna Maiandros (nu Menderes) och Sangarios (nu Sakaria). Bland städer märks Gordion, det urgamla kungasätet, Dorylaion, Kolossai och Laodikeia. De forna frygerna, vilka själva kallade sig Briges eller Berekyntes och betraktade sig såsom autoktoner, var närbesläktade med armenierna och hörde till den stora ariska folkstammen. Uråldriga frygiska inskrifter på de inhemska kungarnas gravar är skrivna med bokstäver, vilka påminner om det forngrekiska alfabetet. Frygernas folkkaraktär var vek och mottaglig för främmande intryck. Deras religionsväsen hade en stark dragning åt det mystiskt fantastiska. Kybeles och Dionysos larmande och orgiastiska dyrkan var inhemsk i Frygien, och en särskild, även av grekerna i den dityrambiska stilen använd, tonart hade namn av den frygiska. På den bildande konstens område har frygerna utmärkt sig i synnerhet genom sina i berget uthuggna, stundom hela städer bildande klippboningar, vilka inte sällan är smyckade med stora reliefavbildningar.